# 李毅凱
李毅凱（Li Ngai Hoi，1994年10月15日—），生於香港，香港足球運動員，司職中堅，現時效力香港超級聯賽球會理文。

## 早年生活
李毅凱生於香港，在6至7歲時因很喜歡著名漫畫《足球小將》，而自此開始迷上這項運動，並參加黃大仙的幼苗隊，直到12歲時因黃大仙與傑志的合作計劃，而首度穿上傑志球衣作賽，結果他獲當時球會青訓主任朱志光賞識，邀請出席傑志青年隊的訓練，與此同時，由於李毅凱的母親擔心足球會影響兒子的學業，故當時傑志的教練高志超承諾在訓練以外會額外為他補習，結果他以13歲之齡為傑志U15出戰曼聯超級盃，並接連捧走2008和2009年兩屆香港冠軍以及2009年的亞洲區亞軍。

## 球會生涯

### 傑志
於仁濟醫院董之英紀念中學就讀時，李毅凱參與傑志與學校的《職業足球員培育計劃》，直到2008年，由於李毅凱在青年隊中表現出色，因而獲傑志從青年隊中提拔成為職業足球員，而他初出道便被外借到由年輕球員組成的港菁，在2011年5月，他在英超球會阿士東維拉在香港的年輕球員選拔中脫穎而出，並獲機會在8月遠赴阿士東維拉的預備隊訓練，直到回港後被傑志外借至太陽飛馬。

### 瀋陽中澤
在2013年6月，中甲球會瀋陽瀋北的教練被派遣到香港考察具潛質的青年球員，結果他在觀看李毅凱代表香港參加全運會預賽後，被其出色的護球能力吸引，並將原來不在考察名單中的他推薦予中超球會大連阿爾濱，最終屬會傑志於同月14日宣佈接獲大連阿爾濱的來函，邀請李毅凱於同月前赴大連接受訓練測試，結果他在2013年6月19日正式出發，並在訓練測試中表現理想，獲得阿爾濱發出希望他留下的訊息，及初步向傑志建議對他提出為期5年長的借用合約，惟大連阿爾濱適逢管理層人員變動，令李毅凱轉移在對其有興趣的哈爾濱毅騰，只是後者亦於此時更換教練逼使到他未能夠成行。
其後天津松江的教練在東亞運動會對李毅凱作出考察及向他提出招攬，此時長春亞泰出手擊退前者並邀請李毅凱前往測試，可是當時長春亞泰在遼寧省及吉林省等地方招收了一班比較李毅凱更為年青的球員，遂對其興趣大減，不過天津松江已經尋覓代替人選，最終李毅凱獲前中國國腳兼瀋陽中澤教練李金羽垂青，與他簽署為期3年合約，可惜瀋陽中澤在季初便因戰績不理想而辭退教練李金羽，自此球會傾向起用較有經驗的球員，使李毅凱的上陣機會便更渺茫。

### 南華
直到2014年聯賽後半期，由於瀋陽中澤的贊助商中澤集團宣布賣盤，而球會未能按中國足協要求於限期前補發職球員的欠薪，故瀋陽中澤被取消註冊和解散，而球員可自由轉會，使仍未收到過去3個月薪金的李毅凱選擇返回傑志跟操，並在2015年1月19日外借予南華至同年6月，期間隨隊出戰亞協盃分組賽，並在2月25日作客菲律賓環球的首場分組賽，在80分鐘被換入安排擔當左後衛位置，可是他在87分鐘犯錯而導致失球，最後南華以6–1勝出，更協助南華成為首支在亞協盃分組賽中六戰全勝的香港球會，而他在半季內，僅在5月2日對元朗的聯賽獲上陣機會，可是最終南華以0–1落敗。

### 傑志
回歸傑志後，由於球會在季初先後有正選中堅艾里奧及列斯奧，因傷患問題嚴重而長期缺陣，令當時教練加西亞大膽將李毅凱由左後衛轉型中堅，結果他成功爭得在各項賽事上陣20場，當中他在隨傑志出戰亞協盃分組賽時，在6場分組賽和16強賽都全部以正選身份上陣，可是傑志最終在16強不敵印度班加羅爾出局，其後他在2016年4月10日的聯賽盃決賽時，首度在決賽獲正選機會，最終成功協助傑志奪得聯賽盃冠軍，球季結束後，他憑穩健表現的與陳俊樂在香港足球明星選舉以大熱身份勇奪最佳年青球員。

### 香港飛馬
在2016/17球季，由於李毅凱的上陣機會不及於去季，僅在各項賽事獲4場上陣機會，於是他為爭取更多出場機會，選擇在2017年1月16日外借到港超聯球會香港飛馬至季尾，外借後他獲當時飛馬的英格蘭籍教練奇雲邦特安排擔任防守中場位置，並在1月21日對理文流浪的聯賽，首度為飛馬上陣至72分鐘被換出，可是最終飛馬以2–3落敗，而李毅凱在半季內在各項賽事獲10場上陣機會，球季結束後，他獲傑志續借給香港飛馬，並繼續獲新教練楊正光安排擔當防守中場，結果他在半季內在各項賽事上陣10場。

### 傑志
直至2018年1月，李毅凱被傑志回收並隨球會歷史性首度征戰亞冠盃分組賽，而他於1月18日對東方龍獅的聯賽，回歸首度為傑志上陣並重返中堅位置，結果他協助傑志以8–1勝出，隨後他在4月4日對中超球會天津權健時，由於賽前傑志的一對中堅列斯奧和艾里奧都因傷缺陣，故他獲教練朱志光給予正選機會，與韓援金奉珍組成傑志後防線，可是直至89分鐘終被對方的莫迪斯迪門前頂入奠定勝局的一球，但賽後，李毅凱的表現獲球迷好評和認同。
2018年12月23日，李毅凱於高級組銀牌賽準決賽對戰東方龍獅的比賽，攻入職業生涯首個入球。

### 南通支雲
2021年2月8日，傑志公布李毅凱離隊轉投中甲南通支雲。
10月5日，李毅凱在對陣新疆天山雪豹的比賽中，射入加盟球隊之後個人首個入球，幫助球隊以3比0獲勝。

### 標準流浪
2023年7月24日，標準流浪宣佈，簽入早前與中超球會南通支雲解約的李毅凱。

### 理文
2024年1月29日，理文宣佈，簽入早前與標準流浪和平解約、現已回復自由身的李毅凱。李毅凱最終成功協助理文奪得聯賽冠軍。

## 國際賽生涯
於2016年5月23日，李毅凱入選香港代表隊的決選名單出戰在緬甸仰光舉行的緬甸AYA銀行盃，並在6月3日在法定時間以2–2賽和越南國家隊的半決賽，首度於國際A級賽正選登場，結果香港互射12碼階段以3–4落敗，而最終香港再於季軍戰不敵緬甸國家隊，只得第四名，隨後他再於2017年1月4日主場對廣東隊第39屆省港盃次回合，當隊長陳俊樂在下半場因傷被換出後，獲教練廖俊輝委任戴起隊長臂章，領導防線並跑足全場，令球迷印象深刻，惟最終香港隊被對手迫和1–1，兩回合計以總比數3–4落敗，連續四年失落省港盃冠軍，而賽後李毅凱流下男兒淚。
2019年12月，他入選香港代表隊，出戰2019年東亞足球錦標賽決賽週。
2023年9月，李毅凱以超齡球員身份入選杭州亞運中國香港足球代表隊，他協助球隊取得歷史性佳績的第四名。
2023年12月，李毅凱入選香港隊出戰亞洲盃的決選名單。

## 家庭生活
李毅凱心繫家人，在左手手臂位置紋上打氣中的家人剪影和「Family」一字，象徵每場比賽都要帶着家人和與家人分享落場的感覺，作為防守球員他經常都要在場上與外援抗衡，但在本地球員體能及對抗性上難免吃虧，所以他於2016/17球季中開始學打拳訓練身體對抗性。

## 國際賽事紀錄
- 僅列出國際A級比賽

| 上陣次數 | 時間           | 地點                        | 對手     | 比數             | 賽事性質             | 入球(累計) |
| -------- | -------------- | --------------------------- | -------- | ---------------- | -------------------- | ---------- |
| 1        | 2016年6月3日   | 緬甸 吉諦瑜杜烏拿體育場     | 越南     | 2–2 (十二碼 3–4) | AYA銀行盃2016        | 0 (0)      |
| 2        | 2016年6月5日   | 緬甸 吉諦瑜杜烏拿體育場     | 緬甸     | 0–3              | AYA銀行盃2016        | 0 (0)      |
| 3        | 2017年3月23日  | 約旦 安曼國際體育場         | 约旦     | 0–4              | 國際友誼賽           | 0 (0)      |
| 4        | 2017年11月9日  | 香港 旺角大球場             | 巴林     | 0–2              | 國際友誼賽           | 0 (0)      |
| 5        | 2019年12月14日 | 韓國 釜山九德運動場         | 日本     | 0–5              | 2019年東亞足球錦標賽 | 0 (0)      |
| 6        | 2023年3月28日  | 馬來西亞 蘇丹依布拉欣體育場 | 马来西亚 | 0–2              | 國際友誼賽           | 0 (0)      |

## 榮譽
理文
- 香港超級聯賽（2023–24季度）

傑志
- 香港超級聯賽（2017–18、2019–20季度）
- 香港聯賽盃冠軍（2015–16季度）
- 季後附加賽冠軍（2015–16季度）
- 香港高級組銀牌冠軍（2016–17、2018–19季度）
- 香港社區盃冠軍（2018年）
- 香港菁英盃冠軍（2019–20季度）

南華
- 香港聯賽盃亞軍（2014–15季度）
- 季後附加賽冠軍（2014–15季度）

香港飛馬
- 香港足總盃亞軍（2012–13季度）
- 香港菁英盃亞軍（2016–17季度）

香港代表隊
- 港澳埠際賽冠軍（2012、2013、2014、2016年）
- 省港盃冠軍（2018年）

個人
- 香港足球明星選舉 最佳青年球員（2015–16季度）

## 外部連結
- 香港足球總會網頁球員註冊資料 （页面存档备份，存于）